# بهاء الكافي
بهاء الكافي (22 فبراير 1983)، مغنية ممثلة تونسية صاعدة تألّقت عبر برنامج اكتشاف المواهب ستار أكاديمي 1 على القناة الفضائية ل بي س اللبنانية سنة 2003 حيث تحصلت على المرتبة الثالثة من بين 17 مشترك.تعاقدت مع شركة روتانا للصوتيات و المرئيات التي أنتجت لها أول ألبوم في مسيرتها بهاء الكافي 2006 و يتضمن 10 أغاني صورت منها أغنية اوعدني على طريقة الفيديو كليب من إخراج أمير قريديح ثم تتالت الأعمال.تزوجت قي نوفمبر سنة 2012 من شاب لبناني بلبنان بعد قصة حب طويلة و حضر الحفل مجموعة من الأصدقاء من الفنانين و بعض المقربين.أنجبت بعد خمس سنوات أي سنة 2016 مولودتها الأولى جويا.التحقت بهاء بكلية الحقوق التونسية ولكنها لم تواصل تعليمها الجامعي بسبب انشغالاتها الفنية. شاركت في تقديم البرنامج الرمضاني الفني الخيمة سنة 2015 على القناة الإماراتية حواس إلى جانب الفنان محمد الدقوق وبمشاركة ملكة جمال مصر السابقة مريم والفنان الكوميدي شادو.

## اعمالها في السينما
- شاركت بفيلم كاريوكي (2008) مع منة فضالة و شريف مكاوي

## البومات
- بهاء الكافي 2006 [2]

يتضمن الألبوم 10 أغني:
- إعادة توزيع للأغنية التونسية هز عيونك
- اوعدني
- كانت أيام
- كيفك
- ادلع
- ما تدري
- هو إحنا ليه
- يا عيوني السهرانة
- لو قلت
- عالفرقة

## أغاني و كليبات
- كليب اوعدني
- كليب ديامن فيلم كاريوكي
- ديو لونبعد يوم مع شريف مكاوي
- ديو إسألني أنا مع شريف مكاوي من فيلم كاريوكي
- 2015 ليك عين وهو عنوان ألبوم جديد لم يتم طرح منه سوى كليب ليك عين
- 2011 ياعالم أغنية وطنية تونسية